# Josef Hoffmann (Architekt)
Josef Franz Maria Hoffmann (* 15. Dezember 1870 in Pirnitz, Mähren, Österreich-Ungarn; † 7. Mai 1956 in Wien) war ein österreichischer Architekt und Designer. Mit dem Künstler Koloman Moser und dem Industriellen Fritz Waerndorfer war er Gründungsmitglied und einer der Hauptvertreter der Wiener Werkstätte. Er wird mit seinen Entwürfen und Werken auch als Vorläufer des Art-déco-Stils bezeichnet.

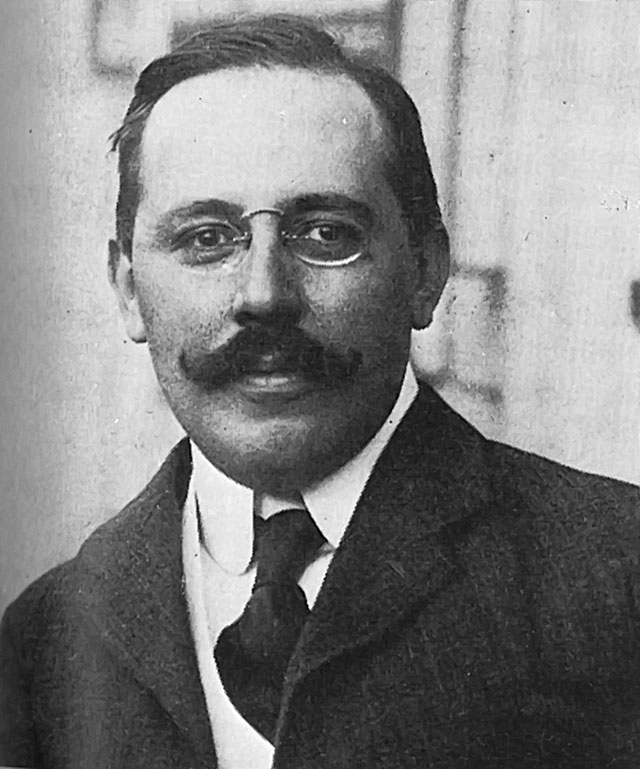
Josef Hoffmann (1902)

## Leben

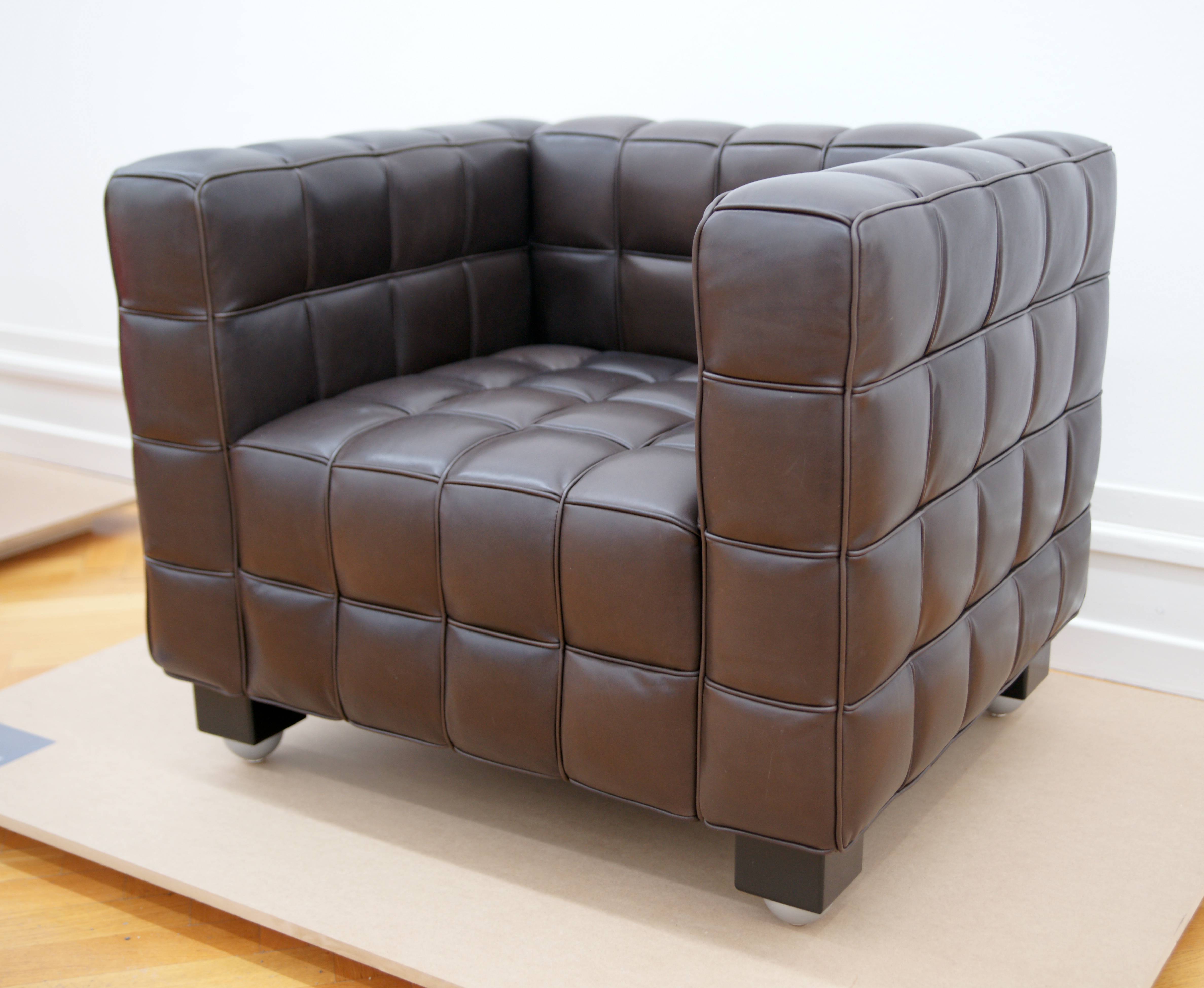
Kubus-Fauteuil (1910), produziert 2010

Josef Hoffmann stammte aus begütertem Haus, seine Familie war beteiligt an der fürstlich Collalto’schen Kattunfabrik und sein Vater war Bürgermeister von Brtnice/Pirnitz im Bezirk Jihlava/Iglau in Mähren. Er sollte ursprünglich auf Wunsch seines Vaters Jurist werden, fühlte sich aber mehr zur Technik hingezogen, worauf ihn die verständnisvollen Eltern auf die Staatsgewerbeschule in Brünn schickten, von wo er hervorragende Noten heimbrachte.
Dann arbeitete er beim Militärbauamt in Würzburg, danach studierte er an der Akademie der bildenden Künste in Wien bei Karl von Hasenauer und Otto Wagner. In Wagners Büro lernte er Joseph Maria Olbrich kennen, mit dem er 1897 die Wiener Secession gründete, eine Künstlervereinigung, die er 1905 mit Gustav Klimt und anderen wieder verließ.
Zu seinen auf einfachen kubischen Formen basierenden frühen architektonischen Arbeiten hatte er wohl erste Anregungen in Süditalien erhalten, da er zum Abschluss seines Architekturstudiums mit dem Prix de Rome der Akademie geehrt worden war und ein Jahr lang in Italien lebte. Hier hatten ihn die kubischen Häuser mit ihren flachen Dächern und glatten Fassaden sehr beeindruckt.

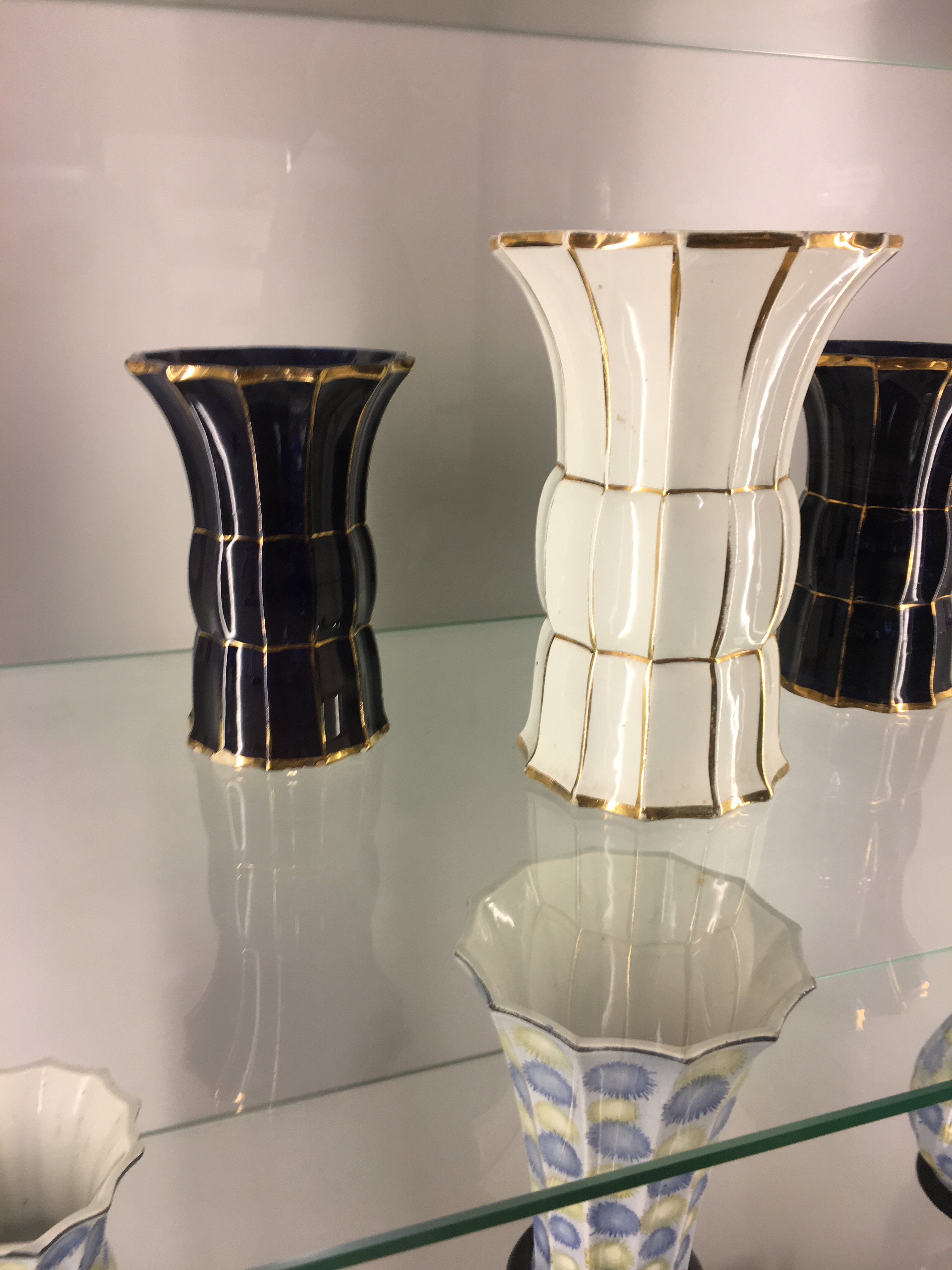
Josef Hoffmann für die Tonindustrie Scheibbs, 1920er Jahre

Mit dem Bankier Fritz Wärndorfer und dem Maler Koloman Moser gründete er 1903 die Wiener Werkstätte, für die er viele Produkte entwarf. Von 1899 bis 1936 lehrte er an der Wiener Kunstgewerbeschule. Dort übernahm er die Fachklasse für Architektur und war zusätzlich ab 1923 Werkstattleiter für Emailarbeiten und Gürtlerei. In der Zwischenkriegszeit gestaltete er ebenso Entwürfe für die Tonindustrie Scheibbs.
1906 baute er sein erstes größeres Werk, das Sanatorium in Purkersdorf. Durch Kontakte mit Adolphe Stoclet, der im Aufsichtsrat der Austro-Belgischen Eisenbahn-Gesellschaft saß, die in Österreich die Aspangbahn betrieb, entstand von 1905 bis 1911 als Hauptkunstwerk des Wiener Secessionismus in Brüssel das Palais Stoclet mit dem von Gustav Klimt entworfenen Stoclet-Fries. Seit Ende Juni 2009 gehört das Bauwerk zum UNESCO-Welterbe. 1907 war Hoffmann Mitbegründer des Deutschen Werkbundes, 1912 des Österreichischen Werkbundes. 1913–1915 entstand als weiteres Hauptwerk die Villa Skywa-Primavesi in Wien 13., Gloriettegasse 14 und 16; 1914 errichtete er das Österreichische Haus auf der Kölner Werkbundausstellung.
In der Folge wurde sein Stil immer nüchterner, wobei er sich zunehmend auf Zweckbauten beschränkte. Hoffmann begrüßte 1938 den „Anschluss“ Österreichs an Deutschland, weil er sich vom neuen Regime wirtschaftlichen Aufschwung und die Belebung seiner Architekturpraxis versprach.
Obwohl er selbst als „degenerierter dekorativer Künstler“ vom NS-Architekturideologen Paul Schmitthenner diffamiert und marginalisiert wurde, hatten die Machthaber der Zeit Interesse, Hoffmann in seiner Bekanntheit zu instrumentalisieren. Wenngleich die resultierenden Entwürfe Symbole der Diktatur durchaus beinhalteten, schloss er sich künstlerisch dennoch nicht der offiziellen NS-Ästhetik an.
Nach seinen Plänen wurde von 1938 bis 1945 das Botschaftspalais der Deutschen Botschaft am Wiener Rennweg umgebaut und das Gebäude als Außenstelle des Auswärtigen Amtes sowie als „Haus der Wehrmacht“ und Offiziersheim genutzt. 1957 / 1958 wurde es aufgrund schwerer Bombenschäden abgerissen. Eine nach Hoffmanns Entwurf 1940 / 1942 gefertigte Silberkanne trägt als Ornament Eichenlaub, Schwerter und Hakenkreuz.
Josef Hoffmann wurde auch von der Reichskammer der bildenden Künste beauftragt, als künstlerischer Leiter den Wiener Kunsthandwerksverein (eine NS-Nachfolgeorganisation des Österreichischen Werkbundes) weiterzuentwickeln. Zu diesem Zweck wurde 1941 eine „künstlerische Versuchsanstalt“ gegründet, in der junge Kunsthandwerker sich unter seiner Anleitung weiterbilden konnten.
Nach dem Zweiten Weltkrieg übernahm Hoffmann verschiedene offizielle Aufgaben, wie die als österreichischer Generalkommissar bei der Biennale in Venedig und die Mitgliedschaft im Österreichischen Kunstsenat. 1950 gründete er gemeinsam mit Albert Paris Gütersloh die Föderation moderner bildender Künstler Österreichs.
Hoffmann war zweimal verheiratet. 1903 heiratete er Anna Hladik (* 1880) und hatte mit ihr den Sohn Wolfgang (1900–1969), der ebenfalls Architekt wurde. Die Ehe wurde 1922 geschieden. 1925 heiratete er Carla (Karla) Schmatz (1894–1980), die zuvor Mannequin bei der Wiener Werkstätte war. Als Witwe vertraute Carla Hoffmann den Wittmann Möbelwerkstätten die Rechte für die Entwürfe ihres Ehemannes an. Wittmann begann in den 1970er Jahren Hoffmann-Möbel zu reproduzieren, darunter Modelle wie Fledermaus, Purkersdorf, Haus Koller, Armlöffel und den berühmten Kubus. Hoffmanns Lampenentwürfe werden mit einer Lizenz der Josef-Hoffmann-Stiftung seit den 1970er Jahren von der Wiener Firma WOKA in Handarbeit hergestellt.
Die Österreichische Post widmete ihm 2007 eine Sondermarke, ein Detail aus der von Josef Hoffmann im Jahre 1916 entworfenen Halskette. Das Schmuckstück befindet sich heute im Bestand des Museums für Angewandte Kunst, MAK Wien. Im Jahre 1987 veranstaltete das MAK über Josef Hoffmann eine Ausstellung mit dem Titel Josef Hoffmann: Ornament zwischen Hoffnung und Verbrechen. Nach einer MAK-Ausstellung über Josef Hoffmann im Jahre 1992 in dessen Geburtshaus in Brtnice / Pirnitz in der Tschechischen Republik wurden die Kontakte zur Mährischen Galerie Brünn intensiviert. Seit 2006 führen beide Institutionen das Gebäude in gleichberechtigtem Verhältnis als die gemeinsame Außenstelle Josef-Hoffmann-Museum. Das Museum präsentiert eine Dauersammlung und zusätzlich werden wechselnde Ausstellungen zu Josef Hoffmann und seinen Zeitgenossen organisiert. Das MAK Wien unterhält eine große Sammlung von Werken der Wiener Werkstätte und somit auch von Josef Hoffmann. Ein Teil der Werke Josef Hoffmanns ist auf MAK-Sammlung online öffentlich zugänglich.
Hoffmann wohnte längere Zeit in der Schleifmühlgasse 3 im 4. Bezirk. 1939 zog er um in eine Wohnung in der Salesianergasse 33 im 3. Bezirk, nahe dem Unteren Belvedere. Dort starb er am 7. Mai 1956. Zwei Tage später schrieb die sozialdemokratische Arbeiter-Zeitung, der letzte noch lebende Mitbegründer der Wiener Secession sei dahingegangen; er habe das österreichische Kunstgewerbe ebenso revolutioniert wie die Architektur. Hoffmann habe noch wenige Wochen vor seinem Tod bei der Auswahl der österreichischen Kunstwerke für die heurige Biennale in Venedig mitgewirkt. Die Architekturklasse an der Akademie für angewandte Kunst habe er fast vier Jahrzehnte lang geleitet. Sein Lebenswerk sei bereits jetzt in die Geschichte der Kunst unseres Jahrhunderts eingegangen.

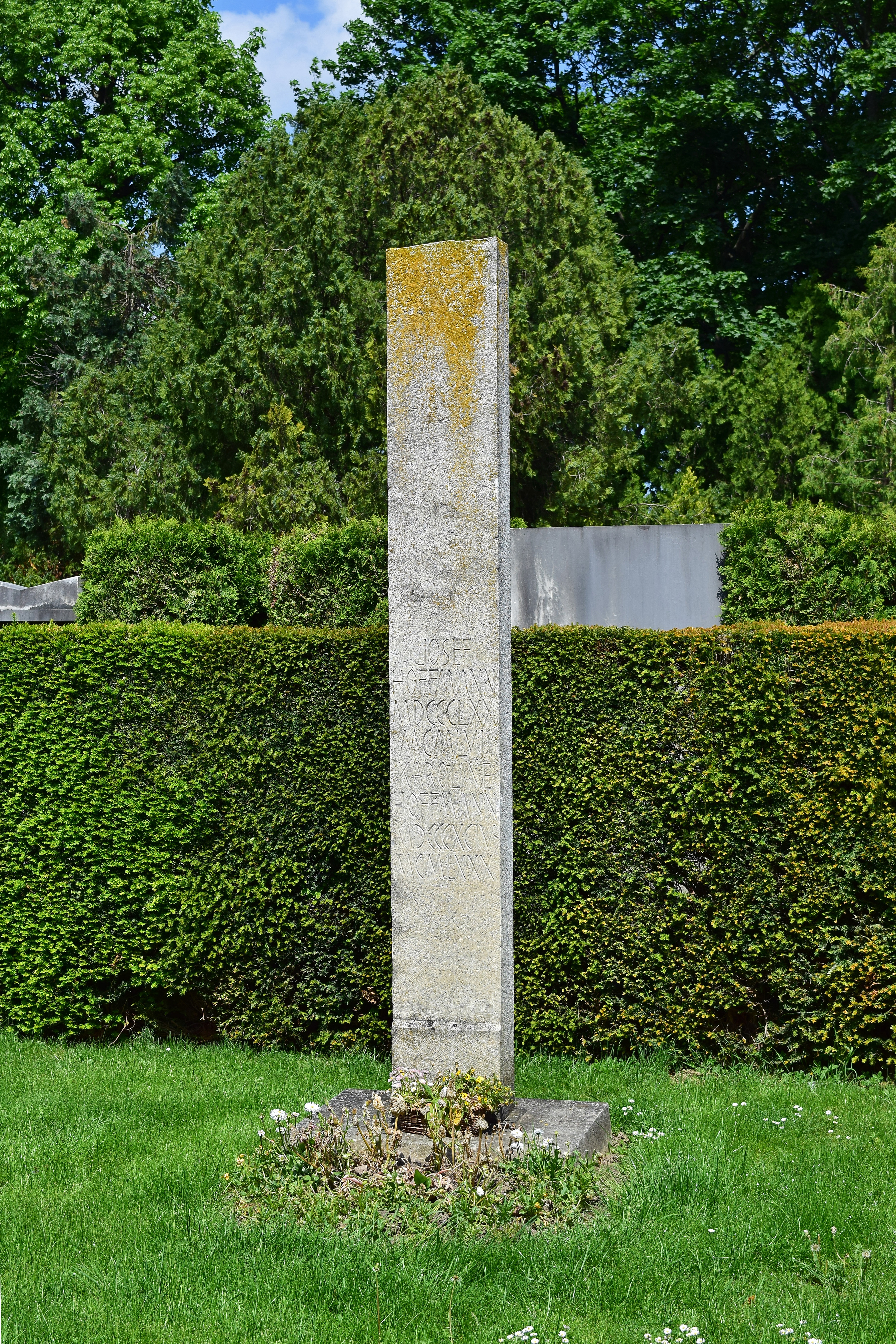
Ehrenhalber gewidmetes Grab von Josef Hoffmann im Wiener Zentralfriedhof

Die Stadt Wien widmete ihm ein Ehrengrab auf dem Wiener Zentralfriedhof (Gruppe 14 C, Nummer 20). Den Grabstein hatte Fritz Wotruba geschaffen. In Purkersdorf ist die Josef-Hoffmann-Gasse nach ihm benannt.

## Auszeichnungen und Ehrungen
- 1894: Goldene Füger-Medaille[16]
- 1950: Großer Österreichischer Staatspreis für Architektur
- 1951: Ehrendoktorat der Technischen Hochschule Wien[17]
- Ehrendoktor der Technischen Hochschule Dresden[18]

## Ausstellungen
- 1987: Josef Hoffmann. Ornament zwischen Hoffnung und Verbrechen (MAK Wien)
- 1992: Der barocke Hoffmann (Hoffmann-Geburtshaus, Pirnitz)
- 1992: Josef Hoffmann Designs (New York)
- 2003: Josef Hoffmann und die Wiener Werkstätte (Kunsthaus Zug, Zug)
- 2005: Josef Hoffmann: Ein unaufhörlicher Prozess (Hoffmann-Geburtshaus, Pirnitz)
- 2006: Josef Hoffmann – Carlo Scarpa: Das Sublime in der Architektur (Hoffmann-Geburtshaus, Pirnitz)
- 2007: Josef Hoffmann – Adolf Loos: Ornament und Tradition (Hoffmann-Geburtshaus, Pirnitz)
- 2008: Josef Hoffmann – Donald Judd: Hypothese (Hoffmann-Geburtshaus, Pirnitz)
- 2009: Josef Hoffmann: Inspirations (Hoffmann-Geburtshaus, Pirnitz)
- 2010: Rewriting the Space: Dorit Margreiter / Josef Hoffmann (Hoffmann-Geburtshaus, Pirnitz)
- 2010: Josef Hoffmann: Ein unaufhörlicher Prozess. Entwürfe vom Jugendstil zur Moderne (Balingen)
- 2011: Josef Hoffmann – Oswald Oberhuber: Allgestaltung und Entwurf (Hoffmann-Geburtshaus, Pirnitz)
- 2011/2012: Pioniere der Moderne: Gustav Klimt / Josef Hoffmann, Schloss Belvedere
- 2017: Das Glas der Architekten. Wien 1900–1937, MAK Wien
- 2021/2022: Josef Hoffmann. Fortschritt durch Schönheit, MAK Wien
- 2022: Josef Hoffmann/Hans Ofner, Galerie bei der Albertina, Zetter (Wien).

## Werk (Auswahl)

### Bauten
| Foto  |                 | Baujahr   | Name | Standort | Beschreibung                                                                                                | Metadaten                                                                                     |
| ----- | --------------- | --------- | --- | --- | --- | --------------------------------------------------------------------------------------------- |
| ja BW | Datei hochladen | 1899      | Landhaus Paul Wittgenstein sen. (Umbau u. Einrichtung) HERIS-ID: 27784 Objekt-ID: 24327                          | Hohenberg (Niederösterreich), Bergerhöhe 1 Standort                                                                                      | | P84(Architekt): P131(Ort):Hohenberg Region-ISO:AT-3                                           |
| ja    | Datei hochladen | 1900      | Forstamt der Wittgenstein’schen Forstverwaltung und Wohngebäude des Personals HERIS-ID: 111848 Objekt-ID: 129862 | Hohenberg, Untere Hauptstraße 4–6 Standort                                                                                               | | P84(Architekt): P131(Ort):Hohenberg Region-ISO:AT-3                                           |
| BW    | Datei hochladen | 1900      | Grabmal Carl Hochstetter (jetzt Resch/Reichel)                                                                   | Wien 19, Grinzinger Friedhof, An den langen Lüssen 33, Gruppe 3 Standort                                                                 | Anmerkung: Gruppe 3, Grab 24. Name steht nicht am Grabstein oder verwachsen.                                | P84(Architekt): P131(Ort):                                                                    |
| ja    | Datei hochladen | 1900–1903 | Haus Spitzer HERIS-ID: 56624 Objekt-ID: 66136                                                                    | Wien 19, Steinfeldgasse 4 Standort | | P84(Architekt): P131(Ort):Döbling Region-ISO:AT-9                                             |
| ja    | Datei hochladen | 1900–1903 | Doppelhaus Moser-Moll                                                                                            | Wien 19, Steinfeldgasse 6–8 Standort | Doppelwohnhaus für Koloman Moser und Carl Moll in der Künstlerkolonie auf der Hohen Warte                   | P84(Architekt):Josef Hoffmann P131(Ort):Wien Region-ISO:AT-9                                  |
|       | Datei hochladen | 1900–1903 | Haus Dr. Henneberg                                                                                               | Wien 19, Wollergasse 8 Standort | zerstört | P84(Architekt): P131(Ort):                                                                    |
| BW    | Datei hochladen | 1902      | Einrichtung der Wiener Werkstätte                                                                                | Wien 7, Neustiftgasse 32 Standort | Anmerkung: Blechschild am Portal. Schauraum?                                                                | P84(Architekt): P131(Ort):                                                                    |
| ja BW | Datei hochladen | 1902–1903 | Evangelische Waldkirche HERIS-ID: 28380 Objekt-ID: 24949                                                         | St. Aegyd am Neuwalde, Am Haselgraben 2 Standort                                                                                         | → Hauptartikel : Waldkirche (St. Aegyd) f1                                                                  | P84(Architekt): P131(Ort):St. Aegyd am Neuwalde Region-ISO:AT-3                               |
| ja    | Datei hochladen | 1903      | Gewerkschaftshotel der „Poldihütte“ · Wikidata                                                                   | Josefa Hoffmanna 1533, Kladno, Tschechien Standort                                                                                       | verändert Anmerkung: Seitlich erweitert. Heute Hotel                                                        | P84(Architekt):Josef Hoffmann P131(Ort):Kladno Region-ISO:CZ                                  |
| ja    | Datei hochladen | 1903      | Landhaus Knips                                                                                                   | Seeboden am Millstätter See, Wirlsdorf 39 Standort                                                                                       | Anmerkung: Hauptgebäude zerstört. Wirtschaftsgebäude erhalten.                                              | P84(Architekt): P131(Ort):                                                                    |
|       | Datei hochladen | 1904      | Landhaus Dr. Wilhelm Figdor (Umbau und Einrichtung)                                                              | Baden (Niederösterreich), Weilburggasse 67                                                                                               | zerstört | P84(Architekt): P131(Ort):                                                                    |
| ja    | Datei hochladen | 1904–1906 | Sanatorium „Westend“ HERIS-ID: 41743 Objekt-ID: 42307                                                            | Purkersdorf, Wiener Straße 74 Standort                                                                                                   | → Hauptartikel : Sanatorium Purkersdorf f1                                                                  | P84(Architekt):Josef Hoffmann P131(Ort):Purkersdorf Region-ISO:AT-3                           |
| ja    | Datei hochladen | 1905–1906 | Haus für Beer-Hofmann                                                                                            | Wien 18, Hasenauerstraße 59 | zerstört | P84(Architekt): P131(Ort):                                                                    |
|       | Datei hochladen | 1905–1906 | Haus Alexander Brauner                                                                                           | Wien 19, Gewygasse 11 | zerstört | P84(Architekt): P131(Ort):                                                                    |
| BW    | Datei hochladen | 1905–1906 | Jagdhaus Hochreith (Umbau und Einrichtung) für Karl Wittgenstein HERIS-ID: 244306                                | Rohr im Gebirge, Tiefental 2 Standort | | P84(Architekt):Eduard Frauenfeld P131(Ort):Rohr im Gebirge Region-ISO:AT-3                    |
| BW    | Datei hochladen | 1905–1907 | Haus Legler | Wien 19, Armbrustergasse 22 Standort | Anmerkung: verändert                                                                                        | P84(Architekt): P131(Ort):                                                                    |
| ja    | Datei hochladen | 1906      | Haus Moll II | Wien 19, Wollergasse 10 Standort | Anmerkung: 1928 Zubau                                                                                       | P84(Architekt):Josef Hoffmann P131(Ort):Wien Region-ISO:AT-9                                  |
|       | Datei hochladen | 1906–1907 | Haus Helene Hochstetter                                                                                          | Wien 19, Steinfeldgasse 7 Standort | zerstört | P84(Architekt): P131(Ort):                                                                    |
| ja    | Datei hochladen | 1906–1911 | Palais Stoclet · Wikidata                                                                                        | Avenue de Tervueren 281, Brüssel Standort                                                                                                | Anmerkung: kann als architektonisches Hauptwerk Hoffmanns betrachtet werden. Ist seit 2009 UNESCO-Welterbe. | P84(Architekt):Josef Hoffmann P131(Ort):Woluwe-Saint-Pierre/Sint-Pieters-Woluwe Region-ISO:BE |
| ja    | Datei hochladen | 1907      | Einrichtung Kabarett „Fledermaus“                                                                                | Wien 1, Kärntner Straße 33 Standort | zerstört | P84(Architekt): P131(Ort):Wien Region-ISO:AT-9                                                |
| ja BW | Datei hochladen | 1908      | Geschäftsportal der k.k. Hof- und Staatsdruckerei HERIS-ID: 13335 Objekt-ID: 9511                                | Wien 1, Seilerstätte 24 Standort | Portal der K.k. Hof- und Staatsdruckerei Anmerkung: teilweise erhalten                                      | P84(Architekt): P131(Ort):Innere Stadt Region-ISO:AT-9                                        |
| ja    | Datei hochladen | 1908      | Grabmal Emil Zuckerkandl                                                                                         | Wien 19, Döblinger Friedhof, Hartäckerstraße 65, Israelitische Abteilung Standort                                                        | Anmerkung: Gruppe i1 Grab 1                                                                                 | P84(Architekt): P131(Ort):                                                                    |
| BW    | Datei hochladen | 1909      | Villa Pickler (Umbau und Einrichtung)                                                                            | Trombitás út 19, Budapest, Ungarn Standort                                                                                               | | P84(Architekt): P131(Ort):                                                                    |
| ja    | Datei hochladen | 1909–1910 | Haus Heinrich Böhler (Adaptierung)                                                                               | Baden, Pelzgasse 11 Standort | Anmerkung: ursprünglicher Bau 1880 von H. Zimmermann                                                        | P84(Architekt): P131(Ort):                                                                    |
| ja BW | Datei hochladen | 1909–1911 | Haus Eduard Ast HERIS-ID: 56625 Objekt-ID: 66137                                                                 | Wien 19, Steinfeldgasse 2 / Wollergasse 12 Standort                                                                                      | | P84(Architekt): P131(Ort):Döbling Region-ISO:AT-9                                             |
| BW    | Datei hochladen | 1910      | Landhaus Otto Böhler                                                                                             | Kapfenberg, Mariazeller Straße 32 Standort                                                                                               | Anmerkung: Entweder Hausnummer 28, 30 oder zerstört                                                         | P84(Architekt): P131(Ort):                                                                    |
| BW    | Datei hochladen | 1910–1911 | Haus Pazzani | Klosterneuburg-Weidling, Wolfsgraben 66 Standort                                                                                         | Anmerkung: in der Quelle auch mit 1927 angegeben                                                            | P84(Architekt): P131(Ort):                                                                    |
| ja    | Datei hochladen | 1910–1911 | Gruft Albert Figdor                                                                                              | Wien 19, Döblinger Friedhof, Hartäckerstraße 65 Standort                                                                                 | Anmerkung: Gruppe HA Nummer 2                                                                               | P84(Architekt): P131(Ort):                                                                    |
| ja    | Datei hochladen | 1911      | Grabmal Gustav Mahler                                                                                            | Wien 19, Grinzinger Friedhof, Gruppe 6 Standort                                                                                          | | P84(Architekt): P131(Ort):                                                                    |
|       | Datei hochladen | 1911      | Österreichischer Pavillon                                                                                        | Kunstschau, Rom, I | zerstört | P84(Architekt): P131(Ort):                                                                    |
| ja    | Datei hochladen | 1912      | Grabmal Paul Wittgenstein u. Helene Hochstetter                                                                  | Wien 19, Grinzinger Friedhof, Gruppe 9 Standort                                                                                          | Anmerkung: Sterbedatum 1928                                                                                 | P84(Architekt): P131(Ort):                                                                    |
| ja    | Datei hochladen | 1912–1913 | Villa Edmund Bernatzik HERIS-ID: 41498 Objekt-ID: 41984                                                          | Wien 19, Springsiedelgasse 28 Standort                                                                                                   | | P84(Architekt): P131(Ort):Döbling Region-ISO:AT-9                                             |
| ja BW | Datei hochladen | 1912–1913 | Landhaus Koller (Zu- und Umbau)                                                                                  | Oberwaltersdorf, Pfarrgasse 15 Standort                                                                                                  | | P84(Architekt):Josef Hoffmann P131(Ort):Oberwaltersdorf Region-ISO:AT-3                       |
| BW    | Datei hochladen | 1912–1914 | Portal und Direktionsräume des Stahlwerks „Poldihütte“                                                           | Průmyslová 1343, Kladno, Tschechien Standort                                                                                             | Anmerkung: Bei AZW: Wien 3, Invalidenstraße 5–7                                                             | P84(Architekt): P131(Ort):                                                                    |
| ja    | Datei hochladen | 1912–1914 | Haus Botstieber-Hertzka                                                                                          | Wien 19, Kaasgrabengasse 30–32 Standort                                                                                                  | Anmerkung: beide Teile des Doppelhauses separat unter Denkmalschutz                                         | P84(Architekt):Josef Hoffmann P131(Ort):Wien Region-ISO:AT-9                                  |
| ja    | Datei hochladen | 1912–1914 | Haus Drucker-Wellesz                                                                                             | Wien 19, Kaasgrabengasse 36–38 Standort                                                                                                  | Anmerkung: beide Teile des Doppelhauses separat unter Denkmalschutz                                         | P84(Architekt):Josef Hoffmann P131(Ort):Wien Region-ISO:AT-9                                  |
| ja    | Datei hochladen | 1912–1914 | Haus Sokolowski-Küpper                                                                                           | Wien 19, Suttingergasse 12–14 Standort                                                                                                   | Anmerkung: beide Teile des Doppelhauses separat unter Denkmalschutz                                         | P84(Architekt):Josef Hoffmann P131(Ort):Wien Region-ISO:AT-9                                  |
| ja    | Datei hochladen | 1912–1914 | Haus Vetter-Michel                                                                                               | Wien 19, Suttingergasse 16–18 Standort                                                                                                   | Anmerkung: beide Teile des Doppelhauses separat unter Denkmalschutz                                         | P84(Architekt):Josef Hoffmann P131(Ort):Wien Region-ISO:AT-9                                  |
|       | Datei hochladen | 1913      | Krankenhaus der bosnischen Elektrizitäts A.G.                                                                    | Jajce, Bosnien | Anmerkung: Objektvermutung AVNOJ Museum, Jajce                                                              | P84(Architekt): P131(Ort):                                                                    |
| ja    | Datei hochladen | 1913–1914 | Villa und Garten Skywa-Primavesi HERIS-ID: 41127 Objekt-ID: 41571                                                | Wien 13, Gloriettegasse 18 Standort | → Hauptartikel : Villa Primavesi f1                                                                         | P84(Architekt):Josef Hoffmann P131(Ort):Wien Region-ISO:AT-9                                  |
|       | Datei hochladen | 1913–1914 | Zeichenmaterialfabrik Pelikan Günther Wagner                                                                     | Wien 10, Laxenburger Straße | Anmerkung: nur ansatzweise ausgeführt. Genaue Adresse unklar. Zerstört? Datenfehler?                        | P84(Architekt): P131(Ort):                                                                    |
|       | Datei hochladen | 1914      | Landhaus Otto Primavesi                                                                                          | Winkelsdorf/Kouty nad Desnou 62, Loučná nad Desnou, Tschechien Standort                                                                  | verändert Anmerkung: Heute Hotel. Im selben Stil erweitert                                                  | P84(Architekt): P131(Ort):                                                                    |
| ja    | Datei hochladen | 1914      | Österreichischer Pavillon                                                                                        | Kölner Werkbundausstellung, Köln | zerstört | P84(Architekt): P131(Ort):                                                                    |
| BW    | Datei hochladen | 1914–1917 | Wacker Chemiewerke                                                                                               | Burghausen, Deutschland Standort | | P84(Architekt): P131(Ort):                                                                    |
| BW    | Datei hochladen | 1918      | Villa Franz Hatlanek                                                                                             | J. Hory 1801, Kladno Standort | | P84(Architekt): P131(Ort):                                                                    |
| ja    | Datei hochladen | 1919      | Grabmal der Familie Knips                                                                                        | Wien 13, Hietzinger Friedhof, Gruppe 32 Standort                                                                                         | | P84(Architekt): P131(Ort):                                                                    |
| BW    | Datei hochladen | 1919      | Gruft Edmund Bernatzik                                                                                           | Wien 19, Heiligenstädter Friedhof, Gruppe TUL 16 Standort                                                                                | | P84(Architekt): P131(Ort):                                                                    |
| BW    | Datei hochladen | 1919–1922 | Wohnhaus Sigmund Berl                                                                                            | Husova 913/2, Freudenthal / Bruntál, Tschechien Standort                                                                                 | | P84(Architekt): P131(Ort):                                                                    |
| ja    | Datei hochladen | 1920–1921 | Haus Fritz Grohmann · Wikidata                                                                                   | Würbenthal/Vrbno pod Pradědem, Tschechien Standort                                                                                       | | P84(Architekt):Josef Hoffmann P131(Ort):Vrbno pod Pradědem Region-ISO:CZ-80                   |
| BW    | Datei hochladen | 1920      | Elisabeth Heilanstalt (Umbau)                                                                                    | Lázeňská 323, Velké Losiny, Tschechien Standort                                                                                          | Anmerkung: Heute Hotel                                                                                      | P84(Architekt): P131(Ort):                                                                    |
| BW    | Datei hochladen | 1922–1923 | Wohnhaus Ing. Dunckel                                                                                            | Tapolcsányi utca 3, Budapest Standort | | P84(Architekt): P131(Ort):                                                                    |
| BW    | Datei hochladen | 1923      | Gruft Eduard Ast                                                                                                 | Wien 19, Heiligenstädter Friedhof Standort                                                                                               | Anmerkung: TUR 17                                                                                           | P84(Architekt): P131(Ort):                                                                    |
| ja    | Datei hochladen | 1923–1924 | Haus Sonja Knips HERIS-ID: 41479 Objekt-ID: 41964                                                                | Wien 19, Nußwaldgasse 22 Standort | | P84(Architekt): P131(Ort):Unterdöbling Region-ISO:AT-9                                        |
| ja    | Datei hochladen | 1923–1926 | Landhaus Ast HERIS-ID: 16807 Objekt-ID: 13075                                                                    | Auen-Waldpromenade 35 / Süduferstraße 35, Auen, Schiefling am Wörthersee, Austria Standort                                               | Anmerkung: 1934 Aufstockung ebenfalls durch Hoffmann; Adresse laut Quelle „Auen, Golfstraße 21“             | P84(Architekt): P131(Ort):Schiefling am Wörthersee Region-ISO:AT-2                            |
| ja    | Datei hochladen | 1924      | Villa Gretl | Gars am Kamp, Weisergasse 179 Standort                                                                                                   | Anmerkung: Hausnummer 16 in der Quelle falsch                                                               | P84(Architekt):Josef Hoffmann P131(Ort):Gars am Kamp Region-ISO:AT-3                          |
| ja    | Datei hochladen | 1924–1925 | Klose-Hof HERIS-ID: 48940 Objekt-ID: 52514 Wiener Wohnen: 215                                                    | Wien 19, Philippovichgasse 1 Standort | [ 19 ] | P84(Architekt): P131(Ort):Oberdöbling Region-ISO:AT-9                                         |
| ja    | Datei hochladen | 1924–1925 | Winarsky-Hof HERIS-ID: 41515 Objekt-ID: 42005 Wiener Wohnen: 227                                                 | Wien 20, Stromstraße 36–38 Standort | Anmerkung: Stiegen 1–14, 26, 27, mit Behrens, Frank, Strnad und Wlach                                       | P84(Architekt): P131(Ort):Brigittenau Region-ISO:AT-9                                         |
| BW    | Datei hochladen | 1924–1931 | Arbeiterwohnhäuser Firma Grohmann                                                                                | Husova 306, 307, 335, 413, 305. Palackého 262, 327, 337, 339, 343, Sadová 351, Kopečná 305, 412. Vrbno pod Pradědem, Tschechien Standort | Anmerkung: Koordinaten beziehen sich auf Palackého 337                                                      | P84(Architekt): P131(Ort):                                                                    |
|       | Datei hochladen | 1925      | Österreichischer Pavillon                                                                                        | Kunstgewerbeausstellung Paris | zerstört | P84(Architekt): P131(Ort):                                                                    |
| BW    | Datei hochladen | 1928–1929 | Wohnhaus Isidor Diamant                                                                                          | Strada Ion Creangă 2–4, Cluj-Napoca, Rumänien Standort                                                                                   | | P84(Architekt): P131(Ort):                                                                    |
| BW    | Datei hochladen | 1928–1929 | Bürogebäude der Industria Sarmei S.A.                                                                            | Strada Iuliu Maniu 25, Cluj-Napoca, Rumänien Standort                                                                                    | Anmerkung: mit Oswald Haerdtl                                                                               | P84(Architekt): P131(Ort):                                                                    |
| ja    | Datei hochladen | 1928–1932 | Anton-Hölzl-Hof HERIS-ID: 71462 Objekt-ID: 84650 Wiener Wohnen: 123                                              | Wien 10, Laxenburger Straße 94 Standort                                                                                                  | Anmerkung: mit Max Fellerer                                                                                 | P84(Architekt): P131(Ort):Favoriten Region-ISO:AT-9                                           |
| ja    | Datei hochladen | 1929–1930 | Denkmal für Otto Wagner Wien Kulturgut: 61052                                                                    | Wien 1, Makartgasse 2 Standort | | P84(Architekt): P131(Ort):Innere Stadt Region-ISO:AT-9                                        |
| BW    | Datei hochladen | 1930      | Villa Lothar Grohmann                                                                                            | Jesenická 347/33, Vrbno pod Pradědem Standort                                                                                            | | P84(Architekt): P131(Ort):                                                                    |
| ja    | Datei hochladen | 1932      | Geschäftslokal Altmann & Kühne HERIS-ID: 75892 Objekt-ID: 89400                                                  | Wien 1, Graben 30 Standort | Geschäftslokal der Firma Altmann & Kühne Anmerkung: mit Oswald Haerdtl                                      | P84(Architekt): P131(Ort):Innere Stadt Region-ISO:AT-9                                        |
| ja    | Datei hochladen | 1932      | Vier Reihenhäuser                                                                                                | Werkbundsiedlung, Wien 13, Veitingergasse 79–85 Standort                                                                                 | Anmerkung: Alle vier Häuser separat unter Denkmalschutz                                                     | P84(Architekt):Josef Hoffmann P131(Ort):Hietzing Region-ISO:AT-9                              |
| BW    | Datei hochladen | 1934      | Villa Sinaiberger (alias Serger)                                                                                 | Skoczów, Polen, ul. Katowicka 21 Standort                                                                                                | Anmerkung: etwas verändert. Heute Klinik für Alkoholiker.                                                   | P84(Architekt): P131(Ort):                                                                    |
| ja    | Datei hochladen | 1934      | Österreichischer Pavillon (White Cube) bei der Biennale in Venedig · Wikidata                                    | Venedig, Italien Standort | | P84(Architekt): P131(Ort):Venedig Region-ISO:IT-VE                                            |
| ja    | Datei hochladen | 1937–1939 | Einrichtung des Schroll-Verlags- und Druckereigebäudes                                                           | Wien 5, Arbeitergasse 1–7 / Spengergasse Standort                                                                                        | Anmerkung: später Christoph Reisser’s Söhne                                                                 | P84(Architekt): P131(Ort):Wien Region-ISO:AT-9                                                |
|       | Datei hochladen | 1939–1940 | „Haus der Wehrmacht“ (Umbau der ehemaligen deutschen Botschaft)                                                  | Wien 3, Metternichgasse 3 Standort | zerstört Anmerkung: mit Josef Kalbac                                                                        | P84(Architekt): P131(Ort):                                                                    |
| ja    | Datei hochladen | 1949–1950 | Wohnhausanlage Blechturmgasse 23–27 HERIS-ID: 10372 Objekt-ID: 6426 Wiener Wohnen: 568                           | Wien 4, Blechturmgasse 23–27 Standort | Anmerkung: mit Josef Kalbac                                                                                 | P84(Architekt):Josef Hoffmann P131(Ort):Margareten Region-ISO:AT-9                            |
| ja    | Datei hochladen | 1951      | Wohnhausanlage Silbergasse 2–4 HERIS-ID: 13336 Objekt-ID: 9512 Wiener Wohnen: 1351                               | Wien 19, Silbergasse 2–4 Standort | Anmerkung: mit Josef Kalbac                                                                                 | P84(Architekt): P131(Ort):Döbling Region-ISO:AT-9                                             |
| ja    | Datei hochladen | 1953–1954 | Wohnhausanlage Heiligenstädter Straße 129 HERIS-ID: 111031 Objekt-ID: 128806 Wiener Wohnen: 1356                 | Wien 19, Heiligenstädter Straße 129 Standort                                                                                             | Anmerkung: mit Josef Kalbac                                                                                 | P84(Architekt): P131(Ort):Döbling Region-ISO:AT-9                                             |

### Raumgestaltung/Design
- 1897–1903: Mitarbeit an nahezu allen Ausstellungen der Wiener Secession in Wien 1, Friedrichstraße 12
- 1898: „Viribus unitis“-Raum auf der Kaiser-Jubiläumsausstellung in Wien, Rotundengelände
- 1899: Geschäftslokal der Apollo-Kerzenfabrik in Wien 1., Am Hof 3 (nicht erhalten)
- 1899: Wohnungseinrichtung für Max Kurzweil in Wien 4, Schwindgasse 19
- 1900: Ausstellungsräume der Wiener Kunstgewerbeschule und der Secession auf der Weltausstellung Paris 1900 in Paris, Champ de Mars
- 1901: Wohnungseinrichtung für Helene Hochstätter in Wien
- 1902: Wohnungseinrichtung für Dr. Hans Salzer in Wien 6, Gumpendorfer Straße 8
- 1902: Wohnungseinrichtung für Baronin Mautner Markhof in Wien 3, Landstraßer Hauptstraße 138
- 1902: Wohnungseinrichtung für Fritz Wärndorfer in Wien 18, Weimarer Straße 59
- 1902: Räume der Wiener Secession und der Kunstgewerbeschule Wien auf der Rheinisch-Westfälischen Industrie- und Gewerbeausstellung in Düsseldorf
- 1903: Einrichtung der Wiener Werkstätte in Wien 7, Neustiftgasse 32
- 1904: Ausstellungsräume der Secession auf der Weltausstellung St. Louis 1904 in St. Louis (Louisiana, USA)
- 1904: Modesalon für Emilie Flöge in Wien 6, Mariahilfer Straße 1c
- 1904: Beteiligung an der Kunstgewerbeausstellung in Berlin
- 1905: Wohnungseinrichtung für Margarethe Stonborough-Wittgenstein in Berlin, In den Zelten 215
- 1906: Wohnungseinrichtung für Dr. Hermann Wittgenstein in Wien 3, Salesianergasse 7
- 1907: Verkaufslokal der Wiener Werkstätte in Wien 1., Graben 15 (nicht erhalten)
- 1907: Ausstellungsräume für Gustav Klimt und die Wiener Werkstätte auf der Internationalen Kunst- und großen Gartenbauausstellung in Mannheim
- 1907: Einrichtung des Cabaret Fledermaus in Wien 1, Kärntner Straße 33
- 1908: Ausstellungsräume der Wiener Werkstätte auf der Kunstschau Wien 1908 in Wien, auf dem Gelände des heutigen Wiener Konzerthauses
- 1908: Eingangsgebäude und Gesamtplanung der „Kunstschau“ in Wien 3., Heumarkt (nicht erhalten)
- 1909: Österreichischer Raum auf der 10. Internationalen Kunstausstellung in München
- 1910–1914: Beteiligung an diversen Ausstellungen des Museums für Kunst und Industrie in Wien, Stubenring 3
- 1911: Garten des Palais Stoclet in Brüssel[22]
- 1911: Beteiligung an der Kunstausstellung in Rom
- 1912: Graben-Kaffeehaus in Wien 1., Graben 29a (Umbau 1928, nicht erhalten)
- 1912: Innenausstattung und Möbel der Gallia-Wohnung in Wien 4, Wohllebengasse 4.
- 1913: Österreichische Abteilung auf der Kunstausstellung in Dresden
- 1916–1917: Wohnungseinrichtung für Paul Wittgenstein sen. in Wien 8, Friedrich Schmidt-Platz 6
- 1917: Ausstellungsgestaltung in Stockholm
- 1917–1918: Geschäftslokal der Wiener Werkstätte in Wien 1., Kärntner Straße 32 (nicht erhalten)
- 1920: Beteiligung an der Kunstschau 1920 in Wien
- 1922–1924: Geschäftsportal und Einrichtung der Kunsthandlung Nebehay in Wien 1., Kärntner Ring 7 (nicht erhalten)
- 1923: Beteiligung an der Architekturausstellung der Kunstgewerbeschule Wien
- 1927: Beteiligung an der Kunstschau 1927 in Wien
- 1927: Musterwohnung „Wien und die Wiener“ in Wien
- 1929: Innrenaumgestaltung Villa Arpád Lengyel in Podtatranského 3, Pressburg
- 1930: Ausstellung des Österreichischen Werkbundes in Wien
- 1934: Gestaltung der Filiale der Viktorin-Werke am Burgring 3 mit Oswald Haerdtl[23]
- 1934: Jubiläumsausstellung des Kunstgewerbevereins in Wien
- 1934: Saal des Kunstgewerbes auf der Österreich-Ausstellung in London
- 1934: Ausstellung „Das befreite Handwerk“ im Österreichischen Museum für Kunst und Industrie in Wien, Stubenring 3
- 1937: Beteiligung an der Weltfachausstellung Paris 1937, Champ de Mars
- 1937: Raumgestaltungen für das Casino in Baden
- 1937–1939: Einrichtung des Verlags- und Druckereigebäudes Schroll in Wien 5, Arbeitergasse 1–7 / Spengergasse
- 1938: „Haus der Mode“ im Palais Lobkowitz in Wien 1, Lobkowitzplatz 2
- 1940–1941: Geschäftsräume der Porzellanmanufaktur Meißen in Wien 1., Kärntner Ring 14 (nicht erhalten)

sowie weitere Wohnungseinrichtungen, Ausstellungsgestaltungen, Einrichtungen von Geschäften und Lokalen, Buch- und Zeitschriftenillustrationen; zahlreiche Entwürfe für Möbel (z. B. Siebenkugelstuhl), Tapeten, Lampen, Ziergegenstände, Schmuck etc.

### Schriftliche Veröffentlichungen zu Lebzeiten
- Josef Hoffmann: Einfache Möbel. In: Das Interieur. Nr. 2, 1901, S. 193–194. = Josef Hoffmann: Einfache Möbel.: Das Interieur, Jahrgang 1901, S. 187 (online bei ANNO).
- Josef Hoffmann: Wiener im Jahre 2000. In: Neues Wiener Journal, 17. März 1935, S. 15 (online bei ANNO).
- Josef Hoffmann: Das kommende Wiener Kunsthandwerk. In: Die Pause. Nr. 7, 1942, S. 12 ff.
- Josef Hoffmann: Entwicklung und Ziele im Kunsthandwerk. In: Völkischer Beobachter. Kampfblatt der national(-)sozialistischen Bewegung Großdeutschlands. Wiener Ausgabe / Wiener Beobachter. Tägliches Beiblatt zum „Völkischen Beobachter“, 19. Februar 1944, S. 3 (online bei ANNO).
- Josef Hoffmann: Gedanken zum Wiederaufbau Wiens. In: Wiener Zeitung, 23. Dezember 1945, S. 4 (online bei ANNO).
- Josef Hoffmann: Gedanken zum Wiederaufbau Wiens. In: Wiener Zeitung, 21. April 1946, S. 4 (online bei ANNO).
- Josef Hoffmann: [diverse Texte]. In: Eduard F. Sekler (Hrsg.): Josef Hoffmann. Das architektonische Werk. Monographie und Werkverzeichnis. Residenz, Salzburg / Wien 1982.

## Trivia
Eine 1908 von Josef Hoffmann für die Wiener Werkstätte entworfene Brosche konnte 2015 vom Wiener Auktionshaus „Im Kinsky“ um 529.200 € zugeschlagen werden.